# 샘 더밋

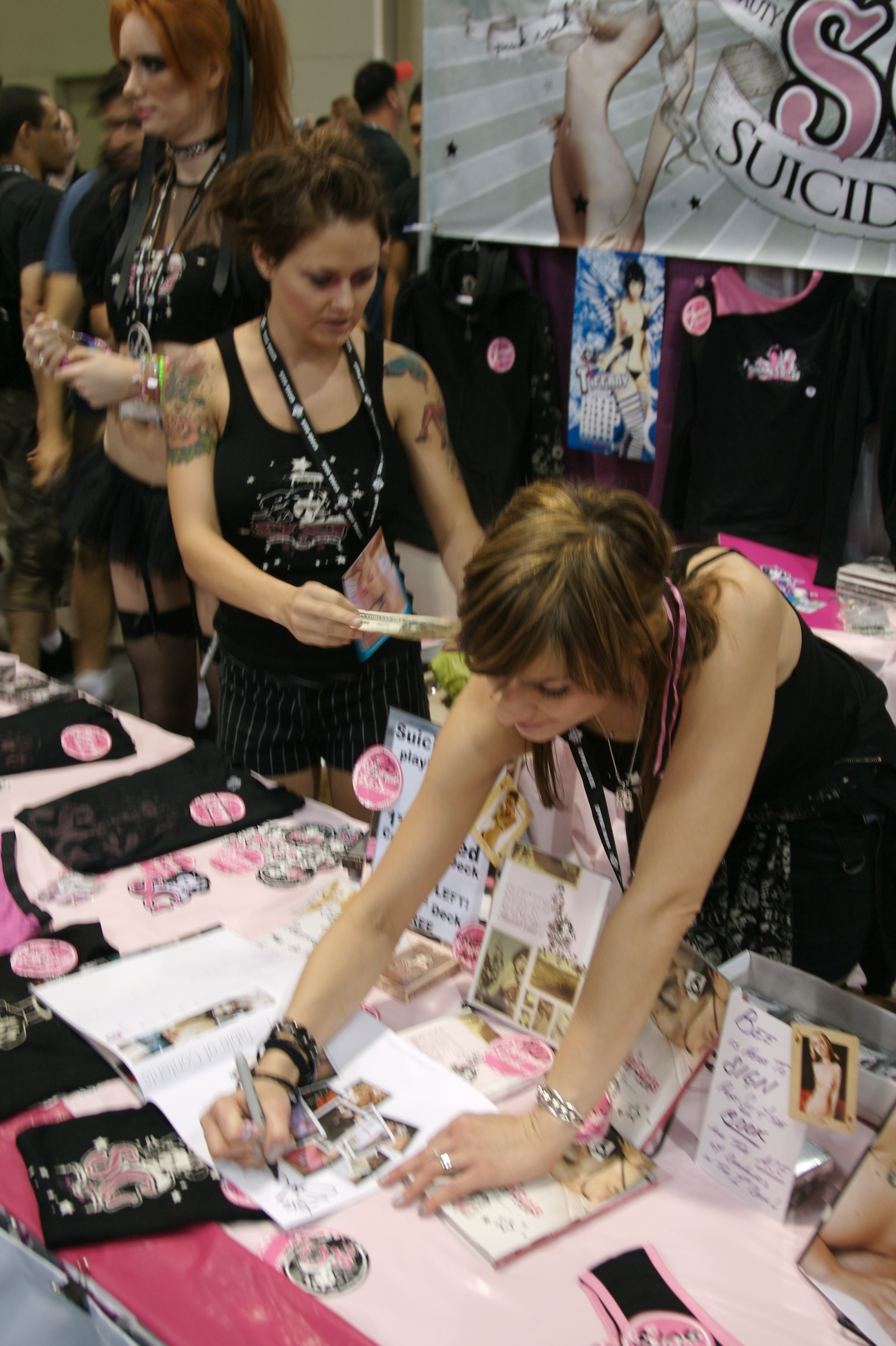

샘 두밋(Sam Doumit, 1975년 4월 24일 ~ )는 미국의 배우이다.
새크라멘토에서 태어났다.

## 출연 작품
- 퍽 란스 암스트롱 (2011년)
- 리브스 오브 더 세인츠 (2011년)
- 더 유토피언 소사이어티 (2003년) - 네라 역
- 핫 칙 (2002년)
- 온 더 로프 (1999년) - 마야 역

### 텔레비전
- 도슨의 청춘일기 (1998년)
- 애들이 줄었어요: TV 쇼 (1997년)